# G.I. Blues (musikalbum)
G.I. Blues är det tredje soundtrackalbumet och det elfte albumet totalt av den amerikanske sångaren och musikern Elvis Presley, släppt av RCA Victor i både mono och stereo (LPM/LSP 2256) den 23 september 1960. Det utgör soundtracket till filmen med samma namn från 1960, där Elvis Presley spelade huvudrollen. Inspelningarna ägde rum den 27 och 28 april 1960 i RCA:s studio och den 6 maj samma år i Radio Recorders studio B, båda belägna i Hollywood i Kalifornien.
Albumet nådde stor framgång och toppade Billboard 200-albumlistan i USA i tio veckor samt den konkurrerande Cashboxlistan i tretton veckor. I Storbritannien låg albumet på förstaplatsen på UK Albums Chart i 22 veckor. Det certifierades guld den 13 mars 1963 och platina den 27 mars 1992 av Recording Industry Association of America (RIAA) för en försäljning av en miljon exemplar i USA.

## Bakgrund

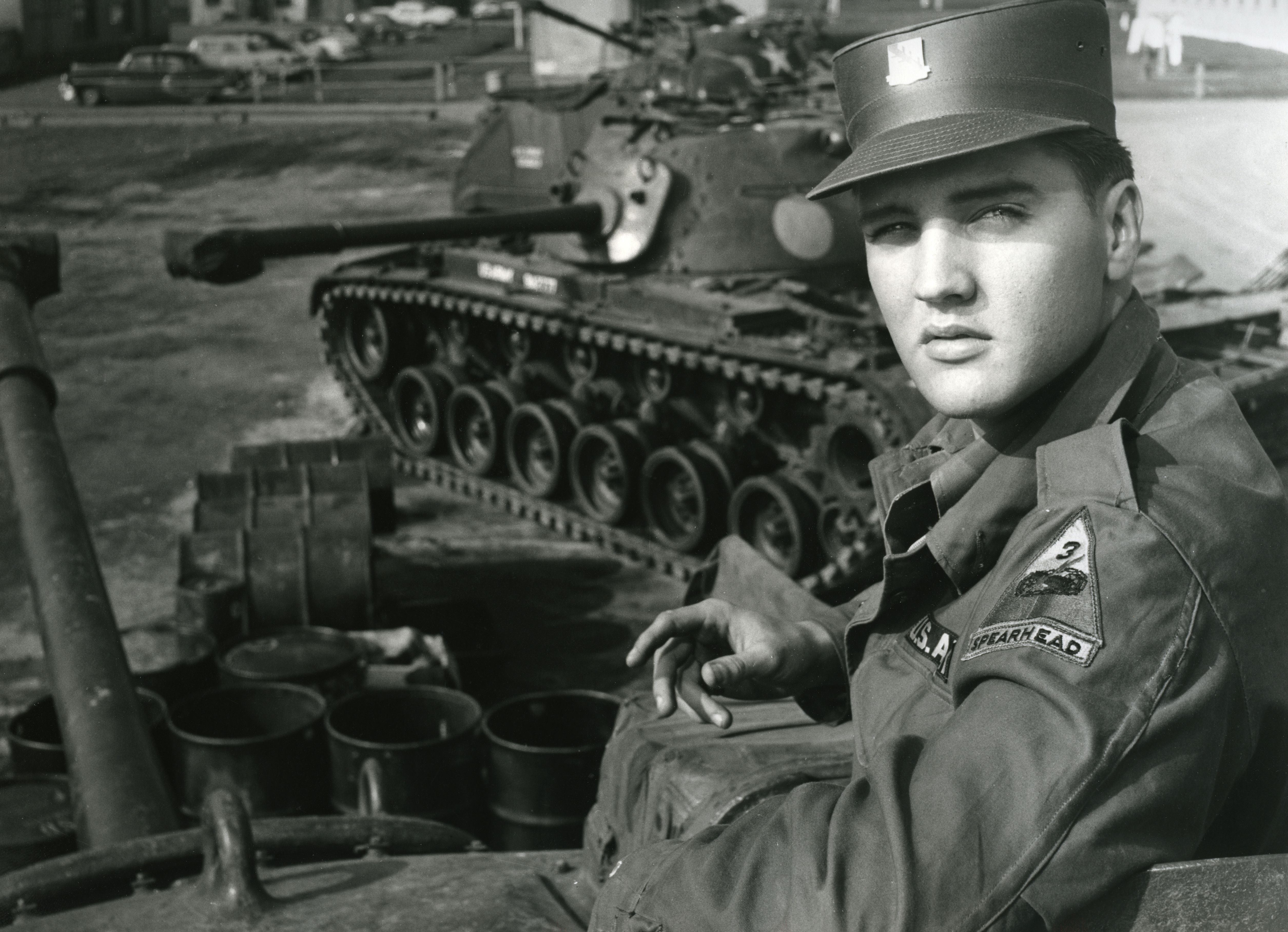
Elvis Presley i Västtyskland under sin militärtjänstgöring.

När Elvis Presley återvände till USA från dåvarande Västtyskland den 3 mars 1960 efter avslutad militärtjänstgöring, väntade ett späckat schema. Inom kort skulle han påbörja inspelningen av Paramountfilmen G.I. Blues, men innan dess, den 26 mars, skulle han uppträda på "The Frank Sinatra Timex Show" i Miami, och han hade också skivor att spela in. Den 20 mars besökte han RCA:s studio B i Nashville för att spela in låtar till sin nya singel, som blev "Stuck on You" med "Fame and Fortune" som B-sida. Han framförde också dessa båda på Frank Sinatras tv-show.
Den 3 april återvände Elvis till RCA:s studio B för att slutföra inspelningen av det album som skulle få namnet Elvis Is Back!. Han var medveten om att inspelningarna behövde slutföras den 5 april, dels för att albumet skulle bli klart till det planerade lanseringsdatumet, dels för att han snart skulle börja inspelningen av Paramountfilmen G.I. Blues.

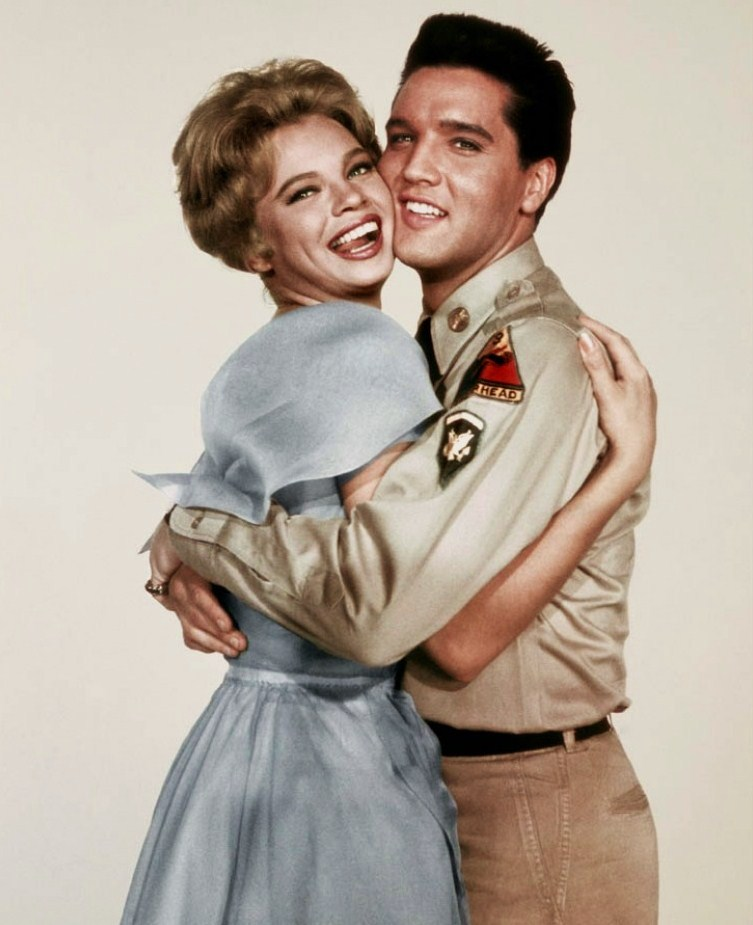
Juliet Prowse och Elvis Presley: Reklamfoto för filmen G.I. Blues.

I november 1959 höll filmbolaget Paramount Pictures möten med de ansvariga på musikförlaget Hill & Range, som representerade majoriteten av Elvis inspelade material. Paramount hade redan före det första mötet valt ut fyra låtar som man ville inkludera i filmen. Två av dessa byggde på europeiska melodier med nyskrivna engelska texter: "Tonight Is So Right for Love", baserad på musik av Jacques Offenbach, och den traditionella tyska folksången "Wooden Heart", arrangerad av orkesterledaren Bert Kaempfert. De två andra låtarna, "Tulsa's Blues" och "Dog Face", var skrivna av låtskrivarparet Jerry Leiber och Mike Stoller. "Dog Face" ansågs så lovande att man till och med övervägde att namnge filmen efter den. En låt från låtskrivartrion Tepper, Bennett och Schroeder – "Shoppin' Around" – presenterades för filmproducenten Hal Wallis med förhoppningen att den kunde bli en hit och fungera som avslutningslåt. Efter dessa möten återstod ändå tre låtar till filmen.
Jerry Leiber och Mike Stoller, som tidigare arbetat med musiken till filmerna Jailhouse Rock (1957) och King Creole (1958), blev på nytt tillfrågade av Paramount om att bidra. Men relationen mellan dem och Elvis Presleys manager, Tom Parker, hade länge varit ansträngd. Redan 1957 hade det uppstått spänningar mellan dem och Parker, när de hade erbjöd Elvis två låtar utan att gå via musikförlaget Hill & Range (se: Santa Claus Is Back in Town). Jerry Leiber hade också direkt kontaktat bröderna Jean och Julian Aberbach på Hill & Range, utan att först vidtala Parker, och föreslagit att Elvis skulle spela huvudrollen i en tänkt filmatisering av Nelson Algrens roman A Walk On The Wild Side, där Leiber och Stoller skrev musiken. Parker, som alltid hade fruktat att mista sitt inflytande över Elvis, varnade Leiber uttryckligen att om han någonsin försökte att gå bakom ryggen på honom skulle alla förbindelser med Elvis Presley upphöra.
Leiber och Stoller betraktade Parker som en person utan konstnärliga ambitioner, och konflikterna fördjupades ytterligare när Parker krävde att även de, i likhet med övriga låtskrivare knutna till Hill & Range, skulle avstå från royaltyrättigheter – även för låtar som inte inkluderades på soundtrackalbumen. Detta gjorde dem ovilliga att över huvud taget skriva något mer specifikt åt Elvis. Även den låt som Paramount hade varit så förtjust i, "Dog Face", var i själva verket en av deras tidigare överblivna låtar. Till Elvis stora besvikelse beslutade Parker att exkludera "Tulsa's Blues" och "Dog Face" ur filmen med vad Parker kallade affärsmässiga motiv. Parker såg till att och de båda låtskrivarna försvann ur bilden, förmodligen utan att Elvis någonsin fick veta de verkliga orsakerna. Efter detta kom de bara att bidra med en enda låt direkt åt honom: "Elvis' Golden Records Volume 3#She's Not You" (1962).

## Komposition, stil och texter

### RCA:s studio, 27 april 1960

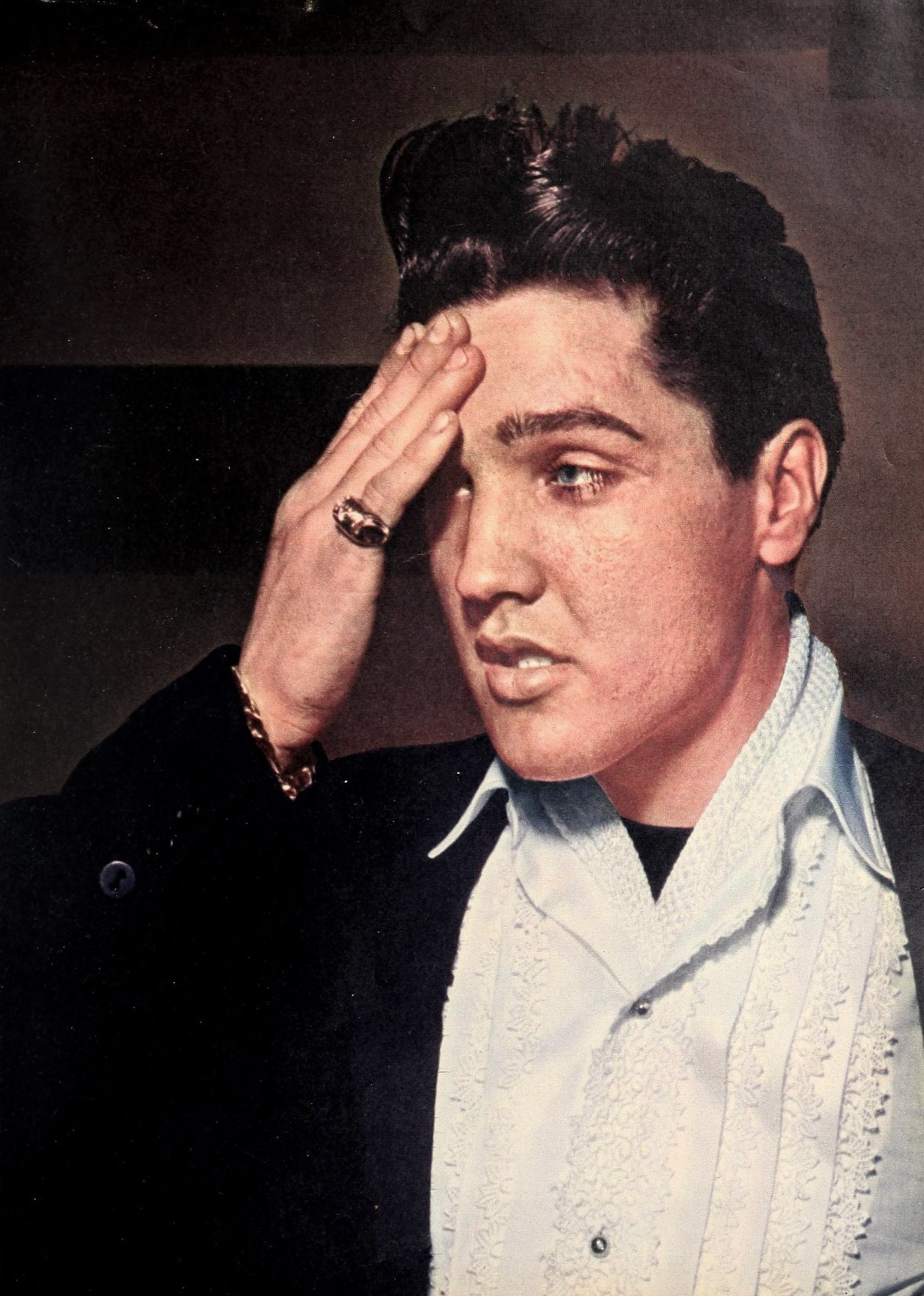
Elvis Presley 1960.

De första inspelningarna av musiken till filmen G.I. Blues ägde rum den 27–28 april 1960 i RCA:s studio på Sunset Boulevard i Hollywood. Ett avtal mellan RCA och inspelningsteknikernas fackförening krävde att alla skivinspelningar skulle ske i RCA:s egna studior. Eftersom musiken skulle ges ut av RCA omfattade detta även filmmusiken. Elvis var missnöjd med detta arrangemang och ville hellre spela in på Radio Recorders, där han kände sig bekväm med både lokalen och personalen.
Filmbolaget Paramount, som ansvarade för inspelningen, prioriterade att låtarna passade scenerna i manuset framför deras musikaliska kvalitet. Inspelningarna gick inte heller särskilt bra, trots att Elvis ordinarie musiker – Scotty Moore på gitarr, D.J. Fontana på trummor och The Jordanaires på bakgrundssång – hade förstärkts med ytterligare musiker: gitarristen Tiny Timbrell, basisten Ray Siegel, pianisten Dudley Brooks, en extra trummis, Frank Bode, samt dragspelaren Jimmie Haskell.
Elvis upplevde hela situationen som frustrerande. RCA:s studior i Hollywood var uppbyggda på ett helt annat sätt än han var van vid. Vid detta tillfälle spelade man in på tre separata ljudspår, för att möjliggöra exaktare synkronisering med filmens ljud. För att minska risken att ljudet fångades upp av flera mikrofoner placerades dessa längre ifrån varandra i lokalen.

"Shoppin' Around": Den första låten som spelades in var "Shoppin' Around", en energisk poplåt i typisk 50-talsstil. Enligt Elvis diskograf och biograf Ernst Jørgensen var detta en av endast två låtar som kunde anses tillräckligt bra för en vanlig RCA-session. Den använda inspelningstekniken resulterade dock i ett ganska platt ljud. Efter elva tagningar (varav tre kompletta) nöjde man sig. Liknande problem med inspelningskvaliteten på soundtrackinspelningarna skulle komma att förfölja Elvis under hela hans filmkarriär.

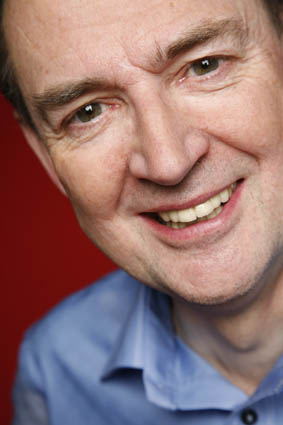
Den brittiske författaren av böcker om pop- och rockmusik, Spencer Leigh, som anser att "Doin' the Best I Can" är albumets klart bästa låt.

"Didja' Ever" var ett humoristiskt nummer i marschtakt som passade bättre i filmen än på skiva. Det var en typ av låt som Elvis normalt inte skulle ha spelat in vid en vanlig RCA-session.

"Doin' the Best I Can": Efter två tagningar gick man vidare till den andra låten som hade verklig potential, Doc Pomus och Mort Shumans "Doin' the Best I Can". Det var en finstämd popballad där Elvis sjunger i ett högt röstläge, med känsla och sårbarhet. Det var också en låt som han lika gärna kunde ha spelat in under en vanlig RCA-session. Efter tretton tagningar hade man åstadkommit en klanderfri inspelning.
De båda författarna till böcker om popmusik, Shane Brown och Spencer Leigh, menar båda att detta är albumets överlägset bästa låt, ett doo wop-nummer som Elvis tyckte så mycket om att han året därpå valde att framföra det live under en av sina då mycket sällsynta konserter. Låten valdes också som avslutningsspår på albumet.

"G.I. Blues": Filmens titellåt "G.I. Blues" är en rocklåt med humoristisk text som parodierar armélivet. Den går, liksom "Didja' Ever", också i marschtakt men har en starkare refräng. Även om den blev en av de mest minnesvärda titellåtarna från Elvis filmer efter militärtjänsten, är den förhållandevis konventionell, vilket enligt popmusikförfattaren Mike Eder gör att Elvis och bandet har svårt att verkligen släppa loss – som om låten saknade tillräcklig energi. Man gjorde tio tagningar och klippte därefter samman tagningarna 7 och 10 till en slutlig master.

"Tonight Is So Right for Love" var en mjukrock- och upptempoversion av Barcaroll ur tredje akten i Jacques Offenbachs opera Hoffmanns äventyr, men med ny engelsk text. Efter sju tagningar övergavs låten, liksom "What's She Really Like" och "Frankfort Special", som avbröts efter fem respektive tretton tagningar utan tillfredsställande resultat. Kvällen avslutades med fyra nya tagningar av "Tonight Is So Right for Love", vilket resulterade i en godtagbar inspelning – även om Elvis inte var helt nöjd med resultatet.

### RCA:s studio, 28 april 1960

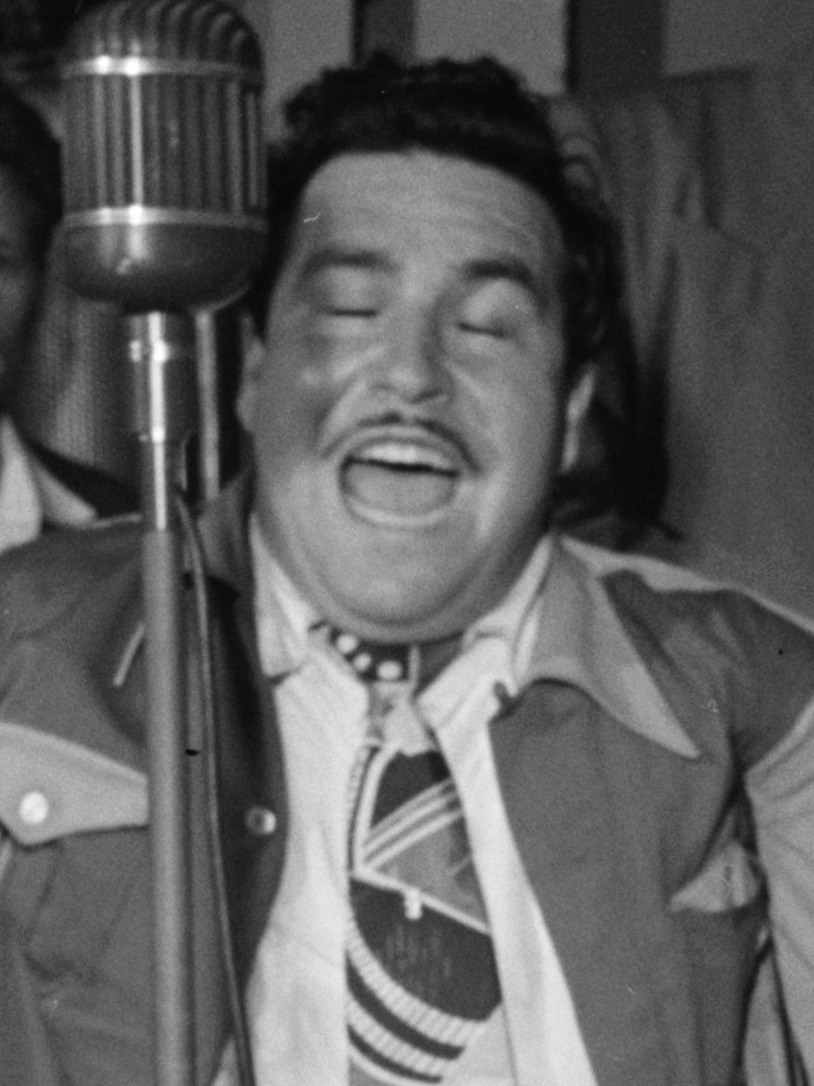
Doc Pomus, som tillsammans med Mort Shuman skrev "Doin' the Best I Can" åt Elvis.

"Big Boots": Nästa dags inspelningar inleddes med att man spelade in vaggvisan "Big Boots", som Elvis i filmen skulle sjunga till ett litet barn vars pappa i det militära bar detta smeknamn. Det var en låt som Elvis inte skulle ha spelat in om den inte hade krävts för filmen.

"What's She Really Like": Därefter fortsatte de avbrutna inspelningarna från gårdagen av "What's She Really Like". Efter ytterligare 17 tagningar fick man till en master. "What's She Really Like" är mer av en traditionell Elvislåt – en popballad i mellantempo som Elvis framför i en mer avslappnad stil. I filmen förekom bara ett kort avsnitt där Elvis sjöng den i duschen.

"Blue Suede Shoes": Efter 16 tagningar av "Pocketful of Rainbows", utan att ha fått till en perfekt version, avbröt Elvis och man spelade i stället in "Blue Suede Shoes", som hade skrivits in i filmen, och där endast några rader hörs på jukeboxen i början av ett slagsmål. Kanske var låten därför aldrig tänk att släppas och man spelade in den i en enda tagning. Detta var en av ytterst få gånger som Elvis spelade in samma låt två gånger i studio. Han framförde inte låten med riktigt samma energi som på sin inspelning från 1956. Han hade heller inte försökt att kopiera sin originalinspelning, utan använt ett lättare, akustiskt baserat arrangemang, som mer liknade Carl Perkins'. Elvis framförde den i en mer avslappnad stil, vilket gjorde att låten blev tillräckligt annorlunda för att framstå som något nytt.

"Wooden Heart": Efter detta tog sig Elvis an "Wooden Heart", en tysk folksång med ursprungstiteln "Muss i denn (zum Städtele hinaus)", "måste jag då lämna denna lilla stad", där man fick till en master efter fyra tagningar. Förmodligen kunde ingen föreställa sig att denna anspråkslösa sång skulle bli en av Elvis mest kända inspelningar, särskilt i Europa där den slog an med sin europeiska känsla och med Elvis sjungande en av verserna på tyska. När den gavs ut som singel i Europa kom den att toppa listorna i Storbritannien i hela sex veckor. Elvis hade dock svårt att ta låten riktigt på allvar.
Kvällen och inspelningssessionen avslutades med att man på nytt tog sig an "Pocketful of Rainbows". Efter ytterligare 12 tagningar nöjde sig Elvis, även om han fortfarande inte var helt nöjd med resultatet.

### Radio Recorders, 6 maj 1960

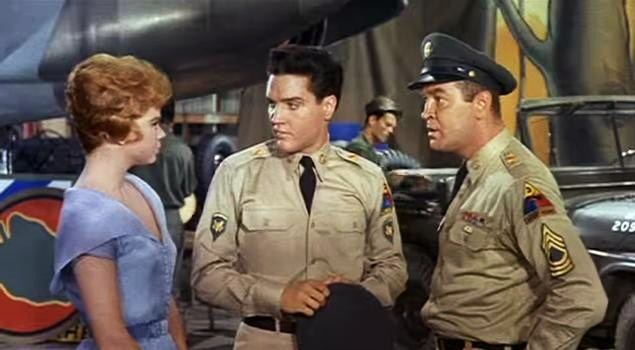
Trailer för filmen G.I. Blues.

Därmed var inspelningarna tänkta att vara avslutade, men en oväntad upphovsrättskomplikation uppstod. Hill & Range hade utgått från att upphovsrätten till den melodi av Jacques Offenbach som "Tonight Is So Right for Love" baserade sig på hade löpt ut. Så var visserligen fallet i USA, men den gällde fortfarande i Kontinentaleuropa. Därför behövde man skapa en ersättningslåt för den kontinentaleuropeiska marknaden.
"Tonight's All Right for Love": Valet föll på Johann Strauss den yngres snarlika valsmelodi Geschichten aus dem Wienerwald (Berättelser från Wienskogen), som bevisligen inte var upphovsrättsskyddad. Abner Silver och Sid Wayne gjorde några små ändringar i texten till "Tonight Is So Right for Love" vilket resulterade i den nya låten "Tonight's All Right for Love". En ny inspelningssession planerades in till den 6 maj – drygt en vecka senare, när filminspelningarna redan hade pågått i flera dagar. Denna gång insisterade emellertid Elvis på att återvända till Radio Recorders inspelningsstudio, vilket också blev fallet, och han passade då samtidigt på att göra nya inspelningar av nästan hälften av låtarna.

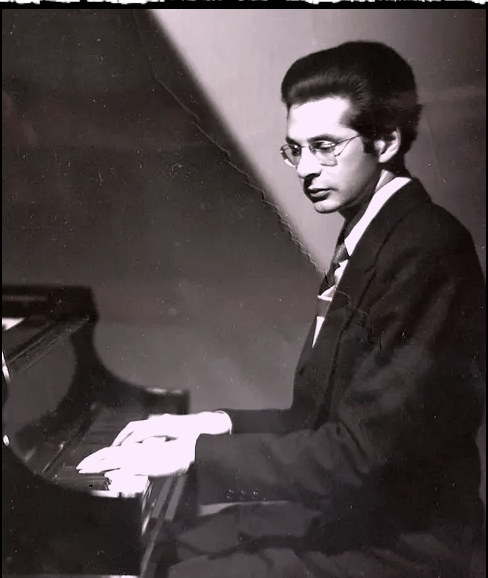
Ben Weisman, som hade varit med och skrivit "Wooden Heart" och "Pocketful of Rainbows".

Samma musiker som vid föregående veckas inspelningar i RCA:s studio deltog, med undantag för trummisen Frank Bode, som hade ersatts av Bernie Mattinson. Elvis kände sig denna gång både tryggare och självsäkrare. Utöver nyinspelningen av "Tonight's All Right for Love", gjorde han nya inspelningar av "Big Boots", "Shoppin' Around", "Pocketful of Rainbows" och "Frankfort Special". Betydligt förbättrade versioner av både "Big Boots" och den potentiella hitlåten "Shoppin' Around" spelades in. Ljudteknikern Thorne Nogar lade till eko, vilket gav liv åt Elvis sång som tidigare hade låtit platt. Inspelningen av "Shoppin' Around" blev vida överlägsen den som gjordes någon vecka tidigare.

"Pocketful of Rainbows": På bara två tagningar fick man också en ny master till "Pocketful of Rainbows". Denna ballad av Fred Wise och Ben Weisman hade en melodi som satte Elvis röstomfång på prov. Elvis ackompanjeras även av dragspel, och det var sannolikt en låt som han skulle ha kunnat spela in även om den inte hade varit avsedd för filmen.

"Frankfort Special" har jämförts med Elvis egen inspelning av "Mystery Train" på Sun Records, särskilt i de tagningar som gjordes en vecka tidigare, då låten spelades in i ett mycket högt tempo. Det var en rockig låt med en tåg-liknande rytm, men den når inte upp till samma kvalitet som "Mystery Train". Denna gång sänkte man tempot avsevärt. Bakgrundssångarna i The Jordanaires kom med förslag på hur körsången kunde arrangeras utan att dra uppmärksamheten från Elvis, och efter tio tagningar hade man en version som Elvis var nöjd med.
Därmed hade filmbolaget de låtar som behövdes till filmen och Elvis Presley och Tom Parker hade att besluta om de skulle låta RCA ge ut ett album med inspelningarna – vilket de också beslutade att RCA kunde göra.

## Utgivning och marknadsföring

### Albumets placeringar
Soundtrackalbumet G.I. Blues blev en stor framgång. Det nådde förstaplatsen på Billboard 200-listan i USA, där det låg kvar i 10 veckor och stannade på listorna i totalt 111 veckor – längre än något annat av Elvis album. Albumet toppade även den konkurrerande Cashboxlistan i 13 veckor. I Storbritannien nådde det förstaplatsen på UK Albums Chart i januari 1961 och höll sig där i 22 veckor under sina totalt 65 veckor på listan.

### Singelutgivningen

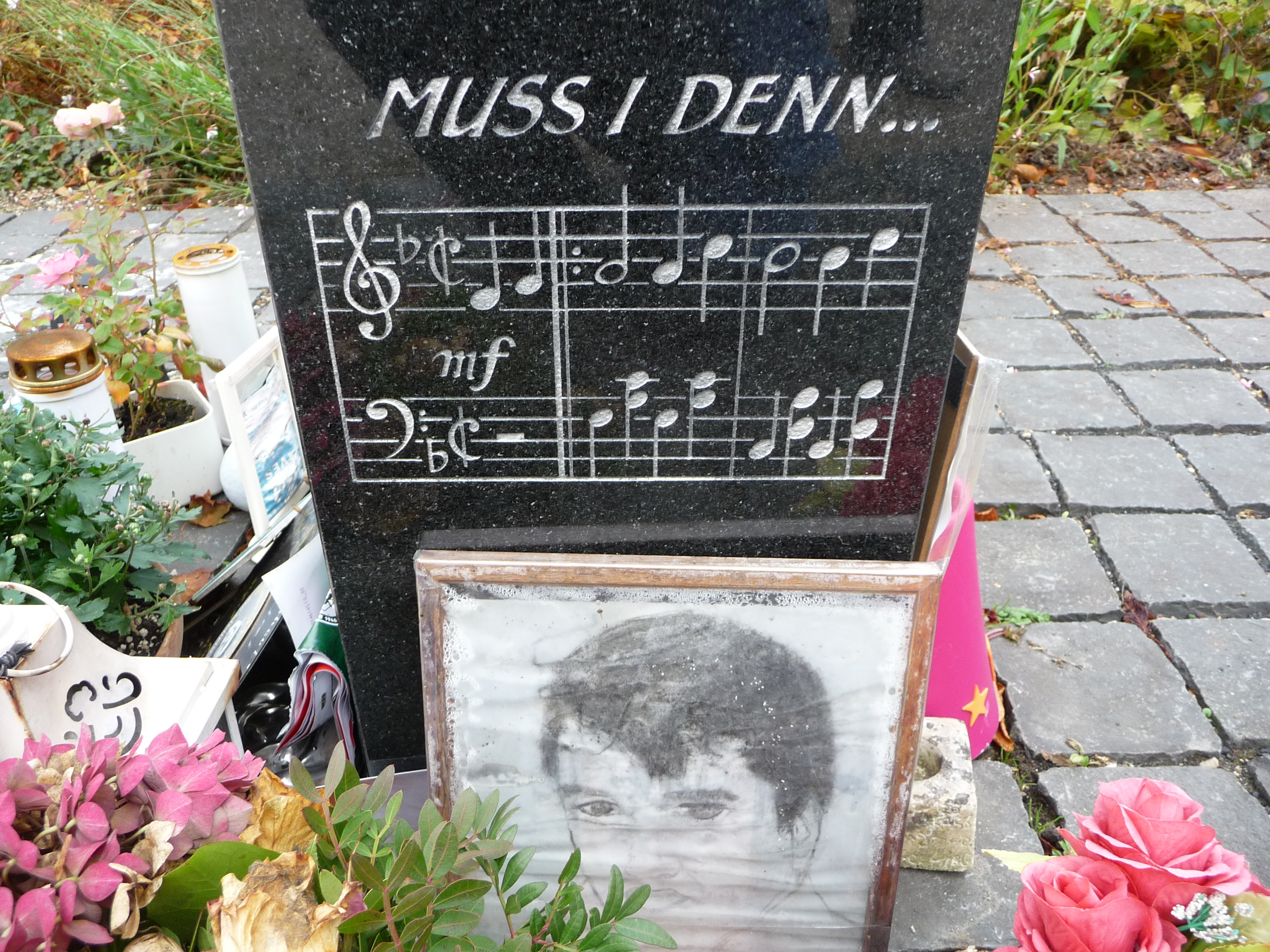
Ett Elvisminnesmärke i Bad Nauheim – den ort där Elvis tillbringade större delen av sin lediga tid under sin stationering i närliggande Friedberg under militärtjänstgöringen i Västtyskland.

Vid denna tid dominerade fortfarande singelförsäljningen, medan albumförsäljningen alltjämt var en växande marknad. Från soundtracket släpptes singeln "Wooden Heart" i Europa och andra marknader utanför USA, med antingen "Tonight Is So Right for Love" eller "Tonight's All Right for Love" som B-sida, beroende på upphovsrättsliga skäl. Singeln rönte stor framgång under början av 1961 och sålde över en miljon exemplar bara i Europa. Den låg tre veckor på andraplatsen i Västtyskland (under namnet "Muss i denn zum Städtele hinaus"), toppade den brittiska singellistan i sex veckor, och nådde även förstaplatsen i Australien, där den låg kvar i fyra veckor.
I vissa länder utformades singlarna annorlunda: i Italien parades "Wooden Heart" med "G.I. Blues", och i Japan släpptes "G.I. Blues" med "Doin' The Best I Can". I USA ansågs dock "Wooden Heart" inte vara tillräckligt slagkraftig för att ges ut som singel. Detta öppnade för Joe Dowell, som efter att ha sett filmen G.I. Blues spelade in en cover på Elvis version och kom med denna att toppa den amerikanska singellistan.
Långt senare gavs Elvis version av "Wooden Heart" ut som singel även i USA. I november 1964 släpptes den som B-sida till en nyutgåva av "Blue Christmas", en singel som toppade Billboards "Christmas Holiday Chart". I oktober 1965 utkom den som B-sida till "Puppet on a String" från filmen Girl Happy – en singel som nådde plats 14 på Billboards Hot 100-lista.

### Senare utgåvor av albumet
År 1997 gav RCA ut albumet på cd med låtarna remastrade och som bonusspår ytterligare åtta alternativa tagningar från inspelningssessionerna. Två av dessa låtar hade tidigare släppts – den akustiska versionen av "Big Boots" som ingick i albumet Elvis Sings for Children and Grownups Too! från 1978, och ersättningslåten för Centraleuropa, "Tonight's All Right for Love". År 2012 gavs G.I. Blues ut på Follow That Dream-etiketten på två cd:ar och ett medföljande häfte. Denna utgåva innehöll låtarna från originalskivan och många alternativa tagningar. Uppföljningsalbumet Café Europa, som också innehöll ett häfte och två cd-skivor, släpptes 2013. Detta album innehöll ännu fler alternativtagningar från G.I. Blues-sessionerna.

## Mottagande
I Billboard Magazine beskrevs G.I. Blues som ett soundtrack där Elvis Presley skickligt demonstrerar olika sidor av sin talang – från vaggvisor och ballader till rocklåtar. Tidningen lyfte fram höjdpunkterna "Pocketful of Rainbows", "G.I. Blues", "Shoppin' Around" och "Frankfort Special", som alla ansågs ha potential att bli framgångsrika singlar. Albumet sammanfattades som starkt och väl sammanhållet.
Den amerikanske musikkritikern och musikjournalisten Stephen Thomas Erlewine, skrivande för Allmusic, beskrev G.I. Blues som starten på det som skulle definiera Elvis Presleys 1960-tal. Han menade att albumet tydligt signalerar Tom Parkers ambition att föra Elvis mot en bredare och mer mainstreaminriktad underhållning snarare än renodlad rock'n'roll. Soundtracket domineras av lättsamma och charmiga låtar som passar filmens musikalkaraktär, men enligt Erlewine saknas den rock'n'roll-energi som präglade Elvis tidigare musik, med undantag för en livfull och energisk version av "Blue Suede Shoes". Han lyfte även fram att "Shoppin' Around" har en bluesig bakgrund och att titelspåret skickligt balanserar mellan rock och musikal. Flera andra låtar, som "Tonight Is So Right for Love" och "Frankfort Special", visar tydliga influenser från Elvis tidigare hitlåtar, och Elvis framför dem med både charm och självsäkerhet, skrev Erlewine – som summerade albumet som en trevlig, om än lättviktig, upplevelse.
Musikskribenten Paul Simpson uttryckte besvikelse över låtmaterialet i G.I. Blues och över att albumet sålde betydligt bättre än det mer genuina Elvisalbumet "Elvis Is Back!", som släpptes strax innan. Han noterade att Elvis själv kritiserade låtvalet och menade att hälften av låtarna borde ha strukits. Simpson framhöll "Doin’ The Best I Can" som albumets höjdpunkt, att "Tonight Is So Right For Love" är väl framförd och att "Pocketful Of Rainbows" är vacker – men sammanfattar att större delen av albumet är trevligt, om än inte särskilt minnesvärt. Musikkritikern Dave Marsh, som ansåg att det mesta av Elvis filmmusik efter hemkomsten från armén var ganska undermålig, gör ett undantag för G.I. Blues. Han menar att den nyss hemkomne Elvis fortfarande var i sitt esse vid denna tidpunkt, innan han började påverkas negativt av de mediokra manus han mötte och de banala låtar som ingick i filmerna.

## Försäljning
Efter bara några månader hade albumet sålt 700 000 exemplar i USA. Den 13 mars 1963 certifierades det guld av Recording Industry Association of America (RIAA), och den 27 mars 1992 uppgraderades certifieringen till platina för en försäljning av en miljon exemplar. Den totala försäljningen världen över uppgick till över två miljoner exemplar.

### Utmärkelser
Elvis nominerades till fem Grammyer för år 1960, utan att vinna någon. Låten "Are You Lonesome Tonight" nominerades i tre kategorier och soundtrackalbumet G.I. Blues i två – för "Best Sound Track Album" och för "Best Vocal Performance Album, Male." Elvis hade varit bekymrad över att många av låtarna på G.I. Blues inte höll samma kvalitet som låtarna i hans tidigare filmer. Det väckte därför frågor varför det nästan samtidigt utgivna albumet Elvis Is Back!, med sitt varierade och högklassiga utbud av låtar och som Elvis tvärtom hade varit stolt över, inte hade nominerats till någon Grammy och hade sålt endast drygt 200 000 exemplar, bara omkring en tredjedel av det som G.I. Blues hade sålt. Elvis Is Back! kom att certifieras guld för en försäljning av 500 000 exemplar den 15 juli 1999.

## Låtlistor

### G.I. Blues, originalutgåvan 1960
| 1. | Tonight Is So Right for Love (Tonight's All Right for Love) | Abner Silver, Sid Wayne, Joe Lilley                | 27 april 1960 6 maj 1960 | 2:10 (1:18) |
| 2. | What's She Really Like                                      | Abner Silver, Sid Wayne                            | 28 april 1960            | 2:13        |
| 3. | Frankfort Special                                           | Sid Wayne, Sherman Edwards                         | 6 maj 1960               | 2:54        |
| 4. | Wooden Heart                                                | Ben Weisman, Fred Wise, Kay Twomey, Bert Kaempfert | 28 april 1960            | 1:58        |
| 5. | G.I. Blues                                                  | Sid Tepper, Roy C. Bennett                         | 27 april 1960            | 2:30        |

| 1.           | Pocketful of Rainbows | Ben Weisman, Fred Wise                      | 6 maj 1960    | 2:42          |
| 2.           | Shoppin' Around       | Aaron Schroeder, Sid Tepper, Roy C. Bennett | 6 maj 1960    | 2:20          |
| 3.           | Big Boots             | Sid Wayne, Sherman Edwards                  | 6 maj 1960    | 1:28          |
| 4.           | Didja' Ever           | Sid Wayne, Sherman Edwards                  | 27 april 1960 | 2:33          |
| 5.           | Blue Suede Shoes      | Carl Perkins                                | 28 april 1960 | 1:55          |
| 6.           | Doin' the Best I Can  | Doc Pomus, Mort Shuman                      | 27 april 1960 | 3:08          |
| Total längd: | Total längd:          | Total längd:                                | Total längd:  | 25:51 (24:59) |

### G.I. Blues (Collector's Edition) 1997
| 1.           | Spåren 1–11 är desamma som på originalutgåvan. |                                             |               | 26:16 |
| 12.          | Tonight's All Right for Love                   | Sid Wayne, Abner Silver, Johann Strauss II  | 6 maj 1960    | 1:21  |
| 13.          | Big Boots (fast version)                       | Sid Wayne, Sherman Edwards                  | 6 maj 1960    | 1:14  |
| 14.          | Shoppin' Around (alternate take 11)            | Aaron Schroeder, Sid Tepper, Roy C. Bennett | 27 april 1960 | 2:15  |
| 15.          | Frankfort Special (fast version take 2)        | Sid Wayne, Sherman Edwards                  | 27 april 1960 | 2:25  |
| 16.          | Pocketful of Rainbows (alternate take 2)       | Ben Weisman, Fred Wise                      | 28 april 1960 | 2:49  |
| 17.          | Didja' Ever (alternate take 1)                 | Sid Wayne, Sherman Edwards                  | 27 april 1960 | 2:42  |
| 18.          | Big Boots (acoustic version)                   | Sid Wayne, Sherman Edwards                  | 6 maj 1960    | 0:57  |
| 19.          | What's She Really Like (alternate take 7)      | Abner Silver, Sid Wayne                     | 28 april 1960 | 2:22  |
| 20.          | Doin' the Best I Can (alternate take 9)        | Doc Pomus, Mort Shuman                      | 27 april 1960 | 3:17  |
| Total längd: | Total längd:                                   | Total längd:                                | Total längd:  | 45:38 |

### G.I. Blues, volume 1, 2 CD (FTD) 2012
| 1. | Tonight Is So Right for Love | 2:15 |
| 2. | What's She Really Like       | 2:19 |
| 3. | Frankfort Special            | 2:57 |
| 4. | Wooden Heart                 | 2:05 |
| 5. | G.I. Blues                   | 2:41 |

| 6.  | Pocketful of Rainbows | 2:36 |
| 7.  | Shoppin' Around       | 2:24 |
| 8.  | Big Boots             | 1:33 |
| 9.  | Didja' Ever           | 2:38 |
| 10. | Blue Suede Shoes      | 2:08 |
| 11. | Doin' the Best I Can  | 3:16 |

| 12. | Tonight's All Right for Love (alternate song) | 1:26 |

| 13. | Shoppin' Around (version #1)                                                      | 2:17 |
| 14. | Frankfort Special (fast version)                                                  | 2:19 |
| 15. | Big Boots (fast version)                                                          | 1:22 |
| 16. | Pocketful of Rainbows (version #1, take 12)                                       | 2:26 |
| 17. | Big Boots (medium tempo version)                                                  | 1:04 |
| 18. | Tonight Is So Right for Love (Barcarolle from The Tales Of Hoffman, instrumental) | 2:18 |

| 19.          | Tonight Is So Right for Love (takes 1–2)      | 3:07  |
| 20.          | What's She Really Like (takes 1–5)            | 6:25  |
| 21.          | Frankfort Special (fast version takes 1–2)    | 3:48  |
| 22.          | Wooden Heart (take 1)                         | 2:13  |
| 23.          | G.I. Blues (take 1)                           | 2:57  |
| 24.          | Pocketful of Rainbows (version #1, takes 1–2) | 4:52  |
| 25.          | Shoppin' Around (version #1, take 1)          | 2:34  |
| 26.          | Big Boots (fast version, takes 1–2)           | 1:48  |
| 27.          | Big Boots (slow version, take 1)              | 1:39  |
| 28.          | Didja' Ever (take 1)                          | 2:59  |
| 29.          | Tonight's All Right for Love (take 1)         | 1:24  |
| 30.          | Doin' the Best I Can (takes 1–3)              | 5:11  |
| Total längd: | Total längd:                                  | 79:01 |

| 1.           | Pocketful of Rainbows (version #1, take 3)    | 2:43  |
| 2.           | Shoppin' Around (instrumental take 4)         | 1:46  |
| 3.           | Shoppin' Around (version #1, takes 2–4)       | 3:20  |
| 4.           | Shoppin' Around (version #1, take 5)          | 2:26  |
| 5.           | Doin' the Best I Can (takes 4–7)              | 2:23  |
| 6.           | Doin' the Best I Can (takes 8–9)              | 3:44  |
| 7.           | G.I. Blues (takes 2–4)                        | 3:45  |
| 8.           | G.I. Blues (take 5)                           | 2:43  |
| 9.           | Tonight Is So Right for Love (take 3)         | 2:35  |
| 10.          | Tonight Is So Right for Love (take 4)         | 2:36  |
| 11.          | Tonight Is So Right for Love (takes 5–7)      | 5:28  |
| 12.          | Frankfort Special (fast version, takes 3–7)   | 6:51  |
| 13.          | Frankfort Special (fast version, take 8)      | 2:42  |
| 14.          | Big Boots (fast version, take 3)              | 1:36  |
| 15.          | Big Boots (fast version, take 4)              | 1:41  |
| 16.          | Big Boots (slow version, takes 2–3)           | 2:26  |
| 17.          | What's She Really Like (takes 6–7)            | 3:32  |
| 18.          | What's She Really Like (takes 8–11)           | 6:10  |
| 19.          | What's She Really Like (takes 12–13)          | 3:02  |
| 20.          | Pocketful of Rainbows (version #1, takes 4–7) | 5:36  |
| 21.          | Pocketful of Rainbows (version #1, take 8)    | 2:51  |
| 22.          | Pocketful of Rainbows (version #1, take 9)    | 2:49  |
| 23.          | Pocketful of Rainbows (version #1, take 10)   | 2:48  |
| 24.          | Wooden Heart (takes 2–4M)                     | 3:53  |
| Total längd: | Total längd:                                  | 79:26 |

### G.I. Blues, volume 2,Café Europa, 2 CD (FTD) 2013
| 1.  | Didja' Ever (take 2 CO-sp replaced master)                    | 2:54 |
| 2.  | Doin' the Best I Can (take 13/M)                              | 3:32 |
| 3.  | G.I. Blues (take 7/M + insert ending takes 8–10/M)            | 4:36 |
| 4.  | Tonight Is So Right for Love (takes 10–11/M)                  | 4:16 |
| 5.  | What's She Really Like (takes 17–19/M + insert takes 20–22/M) | 8:11 |
| 6.  | Blue Suede Shoes (take 1/M)                                   | 2:14 |
| 7.  | Wooden Heart (take 4/M)                                       | 2:09 |
| 8.  | Shoppin' Around (remake, takes 6–7/M)                         | 2:57 |
| 9.  | Pocketful of Rainbows (remake, take 2/M)                      | 2:36 |
| 10. | Frankfort Special (remake, takes 9–10/M)                      | 4:29 |
| 11. | Tonight's All Right for Love (take 10/M + insert takes 1-2/M) | 3:22 |
| 12. | Big Boots (slow version, take 4/M)                            | 1:40 |
| 13. | Big Boots (slow version, remake, insert takes 2–4/M)          | 1:55 |

| 14.          | Shoppin' Around (version 1, takes 6–10)            | 4:59  |
| 15.          | Doin' the Best I Can (takes 10–12)                 | 4:38  |
| 16.          | G.I. Blues (take 6)                                | 2:47  |
| 17.          | Tonight Is So Right for Love (take 8)              | 2:30  |
| 18.          | Tonight Is So Right for Love (take 9)              | 2:29  |
| 19.          | Big Boots (fast version, takes 6–5)                | 1:40  |
| 20.          | What's She Really Like (takes 14–16)               | 4:13  |
| 21.          | Pocketful of Rainbows (version 1, takes 11, 13–14) | 3:19  |
| 22.          | Pocketful of Rainbows (version 1, takes 15–16)     | 3:31  |
| 23.          | Pocketful of Rainbows (version 1, take 17)         | 2:50  |
| Total längd: | Total längd:                                       | 77:47 |

| 1.  | Pocketful of Rainbows (version 1, takes 18–20)                     | 6:18 |
| 2.  | Pocketful of Rainbows (version 1, takes 21–25)                     | 5:04 |
| 3.  | Pocketful of Rainbows (version 1, takes 26–28)                     | 4:45 |
| 4.  | Big Boots (medium tempo version, take 1)                           | 1:10 |
| 5.  | Shoppin' Around (remake, takes 1–2)                                | 2:47 |
| 6.  | Shoppin' Around (remake, takes 3–5)                                | 3:24 |
| 7.  | Pocketful of Rainbows (remake, takes 1–3)                          | 4:11 |
| 8.  | Frankfort Special (fast version, takes 9–12/fs + remake takes 1–5) | 9:11 |
| 9.  | Frankfort Special (remake, takes 6–8)                              | 5:38 |
| 10. | Tonight's All Right for Love (takes 2–5)                           | 4:05 |
| 11. | Tonight's All Right for Love (take 6)                              | 1:27 |
| 12. | Tonight's All Right for Love (takes 7–8)                           | 2:02 |
| 13. | Tonight's All Right for Love (takes 9, 11, 12)                     | 2:46 |
| 14. | Tonight's All Right for Love (takes 14–15)                         | 2:03 |
| 15. | Tonight's All Right for Love (takes 16–17)                         | 2:15 |
| 16. | Big Boots (slow version, remake takes 1–6 + insert take 1)         | 4:50 |

| 17.          | Tonights All Right for Love (Tales from the Vienna Woods, instrumental) | 2:26  |
| 18.          | Wooden Heart (Grammafunken Version, instrumental)                       | 1:19  |
| 19.          | Whistling Blues (Instrumental)                                          | 3:26  |
| 20.          | Shoppin' Around (take 14/M, from acetate)                               | 2:14  |
| Total längd: | Total längd:                                                            | 71:21 |

## Medverkande
Uppgifterna är hämtade från Keith Flynn och Ernst Jørgensen och avser inspelningar gjorda i RCA:s studio i Hollywood, Kalifornien, den 27–28 april 1960, och i Radio Recorders studio B i Hollywood den 6 maj 1960.

- Elvis Presley – sång; gitarr på "'Shoppin' Around".
- Scotty Moore – gitarr.
- Neal Matthews (från The Jordanaires) – gitarr.
- Hilmer J. "Tiny" Timbrell – gitarr och mandolin.
- Ray Siegel – bas och tuba.
- Dudley Brooks – piano.
- D. J. Fontana – trummor.
- Frank Bode – trummor i RCA:s studio på mastrarna till "Tonight Is So Right for Love", "G.I. Blues", "Didja' Ever", "Doin' the Best I Can", "What's She Really Like" och "Wooden Heart".
- Bernie Mattinson – trummor i Radio Recorders studio på mastrarna till "Tonight's All Right for Love", "Frankfort Special", "Pocketful of Rainbows", "Shoppin' Around" och "Big Boots".
- Jimmie Haskell – dragspel.
- Hoyt Hawkins (från The Jordanaires) – tamburin.
- The Jordanaires: Gordon Stoker, Neal Matthews, Hoyt Hawkins och Ray Walker – bakgrundssång.
- Joseph Lilley – producent för Paramount.
- Al Schmitt – ljudtekniker i RCA:s studio.
- Thorne Nogar – ljudtekniker i Radio Recorders studio.

## Certifikat

## Topplistor
|  |

|  |

|  |

|  |

| Lista (1960–1961)                | Högsta position |
| Storbritannien (UK Albums Chart) | 1               |
| USA Billboard Top LP's           | 1               |
| USA Cash Box Top 50 Albums       | 1               |

| Område     | Certifiering | Försäljning |
| USA (RIAA) | platina      | 1 000       |